# Le Charme discret de la bourgeoisie
Le Charme discret de la bourgeoisie is een Franse filmkomedie uit 1972 onder regie van Luis Buñuel. Destijds werd de film in Nederland uitgebracht onder de titel De verholen charme van de kleinburgerlijkheid.

## Verhaal
Zes vooraanstaande leden van de burgerij willen een etentje in beperkte kring houden. De groep bestaat uit twee rijke Franse stellen, een jonge vrouw en de corrupte ambassadeur van een republiek in Latijns-Amerika. Hun etentje wordt door aanhoudende incidenten en misverstanden almaar verschoven. Eén keer komen de gasten op de verkeerde dag. Een andere keer hebben de gastheer en de gastvrouw seks en zeggen ze de andere gasten af na twintig minuten tevergeefs wachten. De verhaallijn wordt opgesplitst in verschillende nevenintriges, waarin onder meer geestelijken, cipiers, commissarissen, terroristen, criminelen en melancholieke soldaten een rol spelen.

## Rolverdeling
| Acteur                 | Personage                       |
| ---------------------- | ------------------------------- |
| Fernando Rey           | Don Rafael Acosta               |
| Paul Frankeur          | François Thévenot               |
| Delphine Seyrig        | Simone Thévenot                 |
| Bulle Ogier            | Florence                        |
| Stéphane Audran        | Alice Sénéchal                  |
| Jean-Pierre Cassel     | Henri Sénéchal                  |
| Julien Bertheau        | Monseigneur Dufour              |
| Milena Vukotic         | Ines                            |
| Maria Gabriella Maione | Terroriste                      |
| Claude Piéplu          | Kolonel                         |
| Muni                   | Boerin                          |
| Pierre Maguelon        | Brigadier                       |
| François Maistre       | Inspecteur Delecluze            |
| Michel Piccoli         | Minister van Binnenlandse Zaken |
| Ellen Bahl             |                                 |
| Christian Baltauss     | Hubert de Rochcahin             |
| Olivier Bauchet        |                                 |
| Robert Benoît          |                                 |
| Anne-Marie Deschodt    |                                 |
| Jean-Michel Dhermay    |                                 |
| Georges Douking        | Tuinman                         |
| Jean Degrave           |                                 |
| Sébastien Floche       |                                 |
| François Guilloteau    |                                 |
| Claude Jaeger          |                                 |
| Jean-Claude Jarry      |                                 |
| Pierre Lary            |                                 |
| Robert Le Béal         | Ontwerper                       |
| Alix Mahieux           |                                 |
| Bernard Musson         | Ober                            |
| Maxence Mailfort       | Sergeant                        |
| Robert Party           |                                 |
| Jean Revel             |                                 |
| Jacques Rispal         | Gendarme                        |
| Amparo Soler Leal      |                                 |
| Diane Vernon           |                                 |

## Prijzen en nominaties
| Jaar | Prijs         | Categorie                  | Genomineerde(n)                  | Uitslag     |
| ---- | ------------- | -------------------------- | -------------------------------- | ----------- |
| 1972 | Oscars        | Beste buitenlandse film    | Luis Buñuel                      | Gewonnen    |
| 1972 | Oscars        | Beste originele scenario   | Luis Buñuel Jean-Claude Carrière | Genomineerd |
| 1972 | Golden Globes | Beste buitenlandse film    | Luis Buñuel                      | Genomineerd |
| 1973 | BAFTA's       | Beste film                 | Luis Buñuel                      | Genomineerd |
| 1973 | BAFTA's       | Beste regie                | Luis Buñuel                      | Genomineerd |
| 1973 | BAFTA's       | Beste vrouwelijke hoofdrol | Stéphane Audran                  | Gewonnen    |
| 1973 | BAFTA's       | Beste scenario             | Luis Buñuel Jean-Claude Carrière | Gewonnen    |
| 1973 | BAFTA's       | Beste filmmuziek           | Guy Villette Luis Buñuel         | Genomineerd |